# Frelighsburg
Frelighsburg är en kommun i provinsen Québec i Kanada. Den ligger i regionen Estrie och provinsen Québec, i den sydöstra delen av landet, 230 km öster om huvudstaden Ottawa. Kommunen bildades 1985 genom sammanslagning av bykommunen och socknen med samma namn.